# 牛翀玄
牛翀玄（？—？），號鵬洲，山西泽州高平县人。

## 生平
万历四十年（1615年）壬子科山西乡试第四十一名举人，四十七年（1619年）己未科進士，吏部觀政，天啓元年授儀真知縣，崇祯元年考选，授山东道御史。二年管南城，三年丁憂歸。

## 家族
祖父牛堂。父牛天賜。